# إديث كابلان
إديث كابلان (بالإنجليزية: Edith Kaplan)‏ هي عالمة نفس أمريكية، ولدت في 16 فبراير 1924، وتوفيت في 3 سبتمبر 2009.